# Río Queguay
El río Queguay o  Queguay Grande es un curso de agua uruguayo, ubicado en el departamento de Paysandú. Desemboca en el río Uruguay después de recorrer 280 km. Sus principales afluentes son el río Queguay Chico y los arroyos Corrales, de Soto y Quebracho Grande. En la confluencia entre el río Queguay Chico y el Queguay Grande se encuentra el área protegida de Montes del Queguay.
Su nombre proviene del guaraní, donde significa "río donde confluyen los sueños y los ensueños".

La denominación, tiene su origen, en sus antiguos habitantes de indios "misioneros" o tapes, que se asentaron allí y durante los siglos XVII y XVIII, tenía como frontera austral, la Gran estancia de Yapeyú, dependiente del pueblo homónimo y dirigida por los jesuitas (reducciones guaraníes).
Las características del río lo convierten en una importante reserva de biodiversidad. En el río se encontraron al menos 94 especies diferentes de peces, de las cuales al menos la mitad pertenecen a especies declaradas como prioritarias para la conservación en Uruguay.